# اندی نیل
اندی نیل (انگلیسی: Andy Neil; ۱۸ نوامبر ۱۸۹۲ – ۱۴ اوت ۱۹۴۱) بازیکن فوتبال بود.